# Gustav Friedrich Dinter

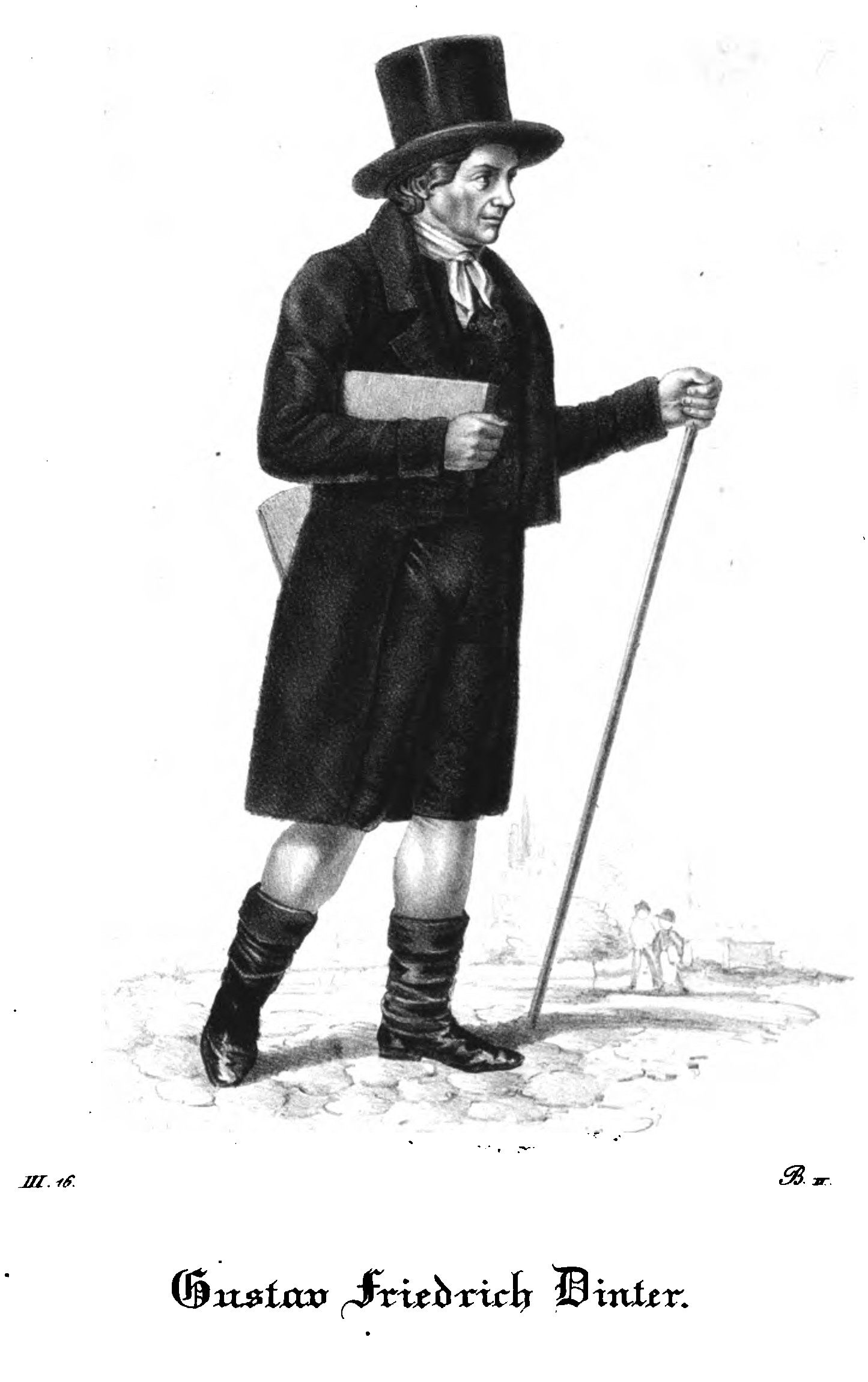
Gustav Friedrich Dinter, litografi 1837.

Gustav Friedrich Dinter, född 29 februari 1760, död 29 maj 1831, var en tysk pedagog.
Dinter studerade teologi och filosofi i Leipzig, och var därefter dels präst, dels lärare och ledare för olika undervisningsanstalter. Från 1816 verkade han i Königsberg som chef för Ostpreussens skolväsen och var professor vid universitet i pedagogik och teologi. Dinters största betydelsen ligger i hans medverkan vid införandet av Johann Bernhard Basedow och Johann Heinrich Pestalozzis pedagogiska tankar i folkundervisningen. Här arbetade han i synnerhet på att utveckla katekesationens teknik, både genom sin egen undervisning och genom sina teoretiska arbeten i denna riktning. Bland hans arbeten märks Die vorzüglichsten Regeln der Katechetik (1802). Dinter utgav även den självbiografiska Dinters leben von ihm selbst beschrieben (1829), hans Ausegewählte Schriften utgavs av F. Seidel i 2 band 1880-81.